# Caularis undulans
Caularis undulans är en fjärilsart som beskrevs av Walker 1857. Caularis undulans ingår i släktet Caularis och familjen nattflyn. Inga underarter finns listade i Catalogue of Life.